# Puffin à pieds roses
Ardenna creatopus
Espèce
Statut de conservation UICN

 VU D2 : Vulnérable
Le Puffin à pieds roses (Ardenna creatopus) est une espèce d'oiseaux de la famille des Procellariidae.

## Description

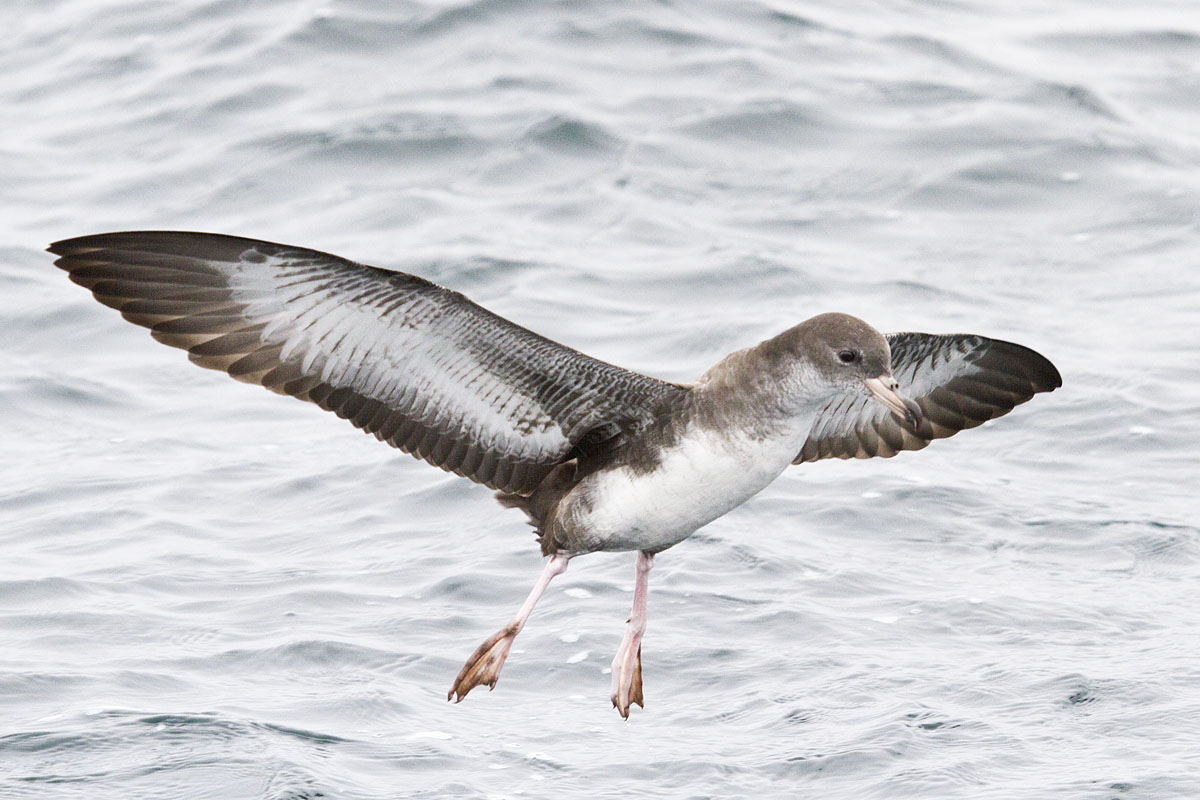
Puffin à pieds roses.

## Répartition

Carte de répartition

Cet oiseau se reproduit sur quatre îles au large du Chili : Mocha, María et deux de l'archipel Juan Fernández (Santa Clara et Robinson Crusoé) ; il migre le long du littoral ouest américain.